# Merdja Sidi Abed
Merdja Sidi Abed est une commune de la wilaya de Relizane en Algérie.